# جورج نوجنت، بارونت اول
جورج نوجنت، بارونت اول (انگلیسی: Sir George Nugent, 1st Baronet; ۱۰ ژوئن ۱۷۵۷ – ۱۱ مارس ۱۸۴۹) نظامی و سیاست‌مدار اهل پادشاهی متحد بریتانیای کبیر و ایرلند بود. وی همچنین برندهٔ جوایزی همچون نشان حمام شده‌است.